# Zygodon obovalis
Zygodon obovalis är en bladmossart som beskrevs av Mitten 1885. Zygodon obovalis ingår i släktet ärgmossor, och familjen Orthotrichaceae. Inga underarter finns listade i Catalogue of Life.